# Municipio de Prairie Du Long
El municipio de Prairie Du Long (en inglés: Prairie Du Long Township) es un municipio ubicado en el condado de St. Clair en el estado estadounidense de Illinois. En el año 2010 tenía una población de 2244 habitantes y una densidad poblacional de 24,09 personas por km².

## Geografía
El municipio de Prairie Du Long se encuentra ubicado en las coordenadas 38°21′11″N 89°59′18″O / 38.35306, -89.98833. Según la Oficina del Censo de los Estados Unidos, el municipio tiene una superficie total de 93.16 km², de la cual 92,03 km² corresponden a tierra firme y (1,21 %) 1,13 km² es agua.

## Demografía
Según el censo de 2010, había 2244 personas residiendo en el municipio de Prairie Du Long. La densidad de población era de 24,09 hab./km². De los 2244 habitantes, el municipio de Prairie Du Long estaba compuesto por el 98,44 % blancos, el 0,71 % eran afroamericanos, el 0,09 % eran amerindios, el 0,31 % eran asiáticos, el 0,09 % eran de otras razas y el 0,36 % eran de una mezcla de razas. Del total de la población el 1,38 % eran hispanos o latinos de cualquier raza.